# Oilinvest International
Oilinvest International ist ein Erd- und Mineralöl-Handelskonzern im Besitz der Libyan Investment Authority. Die Aktivitäten in Europa werden unter der Marke Tamoil betrieben und von der Tochter Oilinvest (Netherlands). B.V. mit Sitz in Ridderkerk bei Rotterdam gehalten. Die Gruppe betreibt eine Raffinerie in Deutschland und Tankstellen in Italien, Deutschland, Schweiz, Niederlanden und Spanien.

## Hintergrund

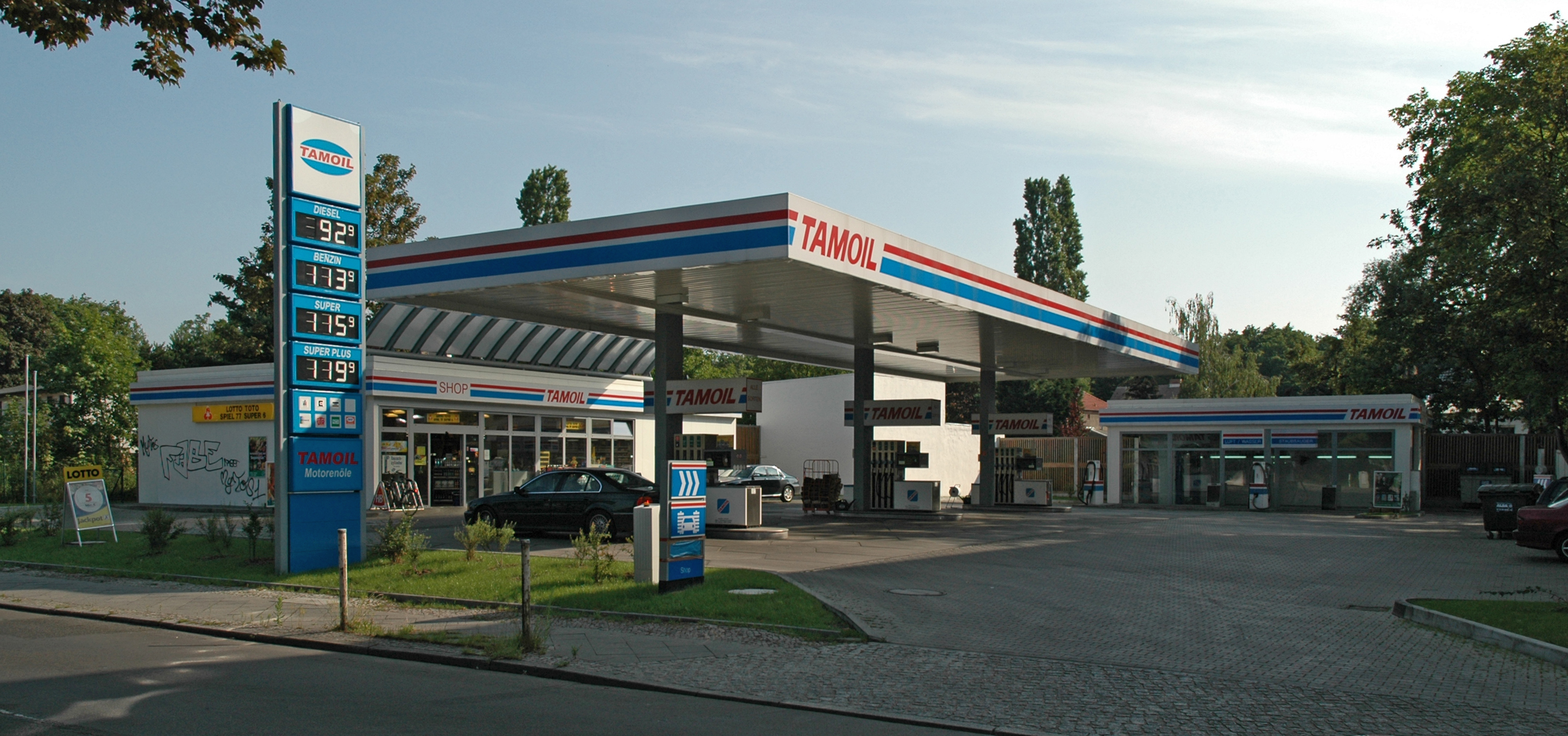
Tankstelle in Berlin

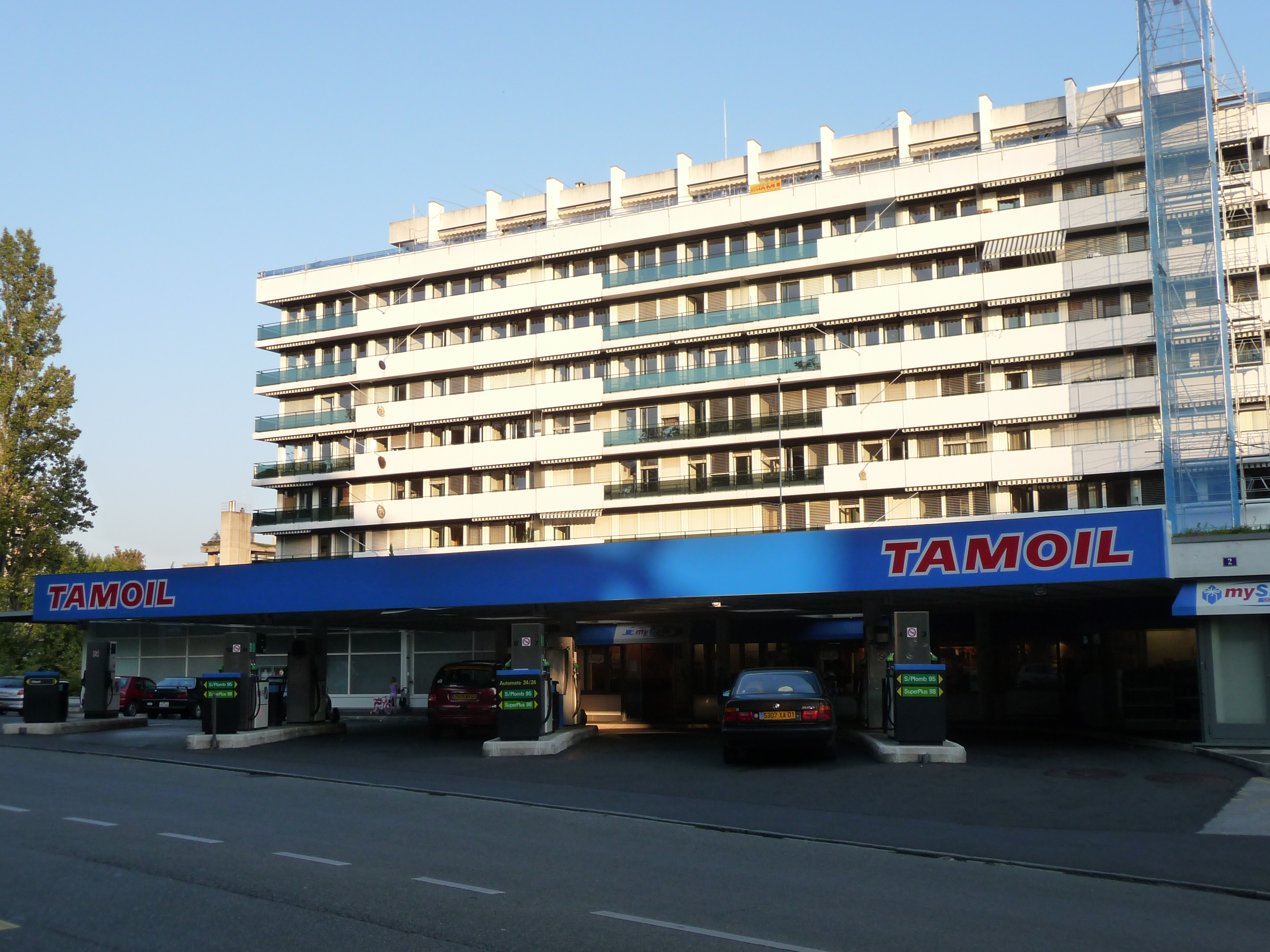
Tankstelle in Genf

Tamoil entstand in den 1970er Jahren, als der in Ägypten geborene und in den USA lebende libanesische Geschäftsmann Roger Tamraz für rund eine Milliarde US-Dollar im Nahen Osten verschiedene Erdölraffinerien aufkaufte. Tamraz, der bis dahin an der Wall Street bei Kidder als Investmentbanker tätig war, ergänzte die Raffinerien später mit der Übernahme des italienischen Raffinerie- und Tankstellennetzes von Amoco und benannte die Gruppe Tamoil. In den 1980er Jahren ging Tamoil sowie auch Gatoil, ein weiterer libanesischer Ölkonzern, in libyschen Besitz über. Libyen bündelte die beiden Unternehmen unter dem Dach der staatlich kontrollierten Gesellschaft Oilinvest.
In der in Europa aus etwa 40 Einzelgesellschaften bestehenden Gruppe ist Tamoil die größte; sie verbringt etwa 350.000 Barrels Rohöl pro Tag von Libyen zur Raffination nach Europa.
Ein 2007 angekündigter Verkauf eines 65-%-Anteils für US$ 3,5 Mrd. an die US-amerikanische Beteiligungsgesellschaft Colony Capital kam nicht zustande.

## Daten
Tamoil betreibt in Europa 2811 Tankstellen, die meisten davon in Italien (Stand 2009) und eine Raffinerie in Deutschland (Holborn Europa Raffinerie GmbH, Hamburg-Harburg); weitere Raffinerien in Europa wurden mittlerweile stillgelegt (Collombey in der Schweiz, geschlossen 2015 und Cremona in Italien, geschlossen 2010).
2007 machte das Ölunternehmen mit 1771 Beschäftigten einen Umsatz von 10,7 Mrd. Euro, 2010 betrug der Absatz 1,36 Mio. Tonnen Mineralölprodukte.
Die Deutsche Tamoil betreibt in Deutschland 397 Tankstellen (Stand 2012), überwiegend unter der Marke HEM.